# IC 987
IC 987 је спирална галаксија у сазвјежђу Волар која се налази на листи објеката дубоког неба у Индекс каталогу.
Деклинација објекта је + 19° 10' 19" а ректасцензија 14h 11m 31,9s. Привидна величина (магнитуда) објекта IC 987 износи 14,4 а фотографска магнитуда 15,2. IC 987 је још познат и под ознакама MCG 3-36-78, CGCG 103-112, KUG 1409+194, PGC 50663.